# 蒼魔灯
『蒼魔灯』（そうまとう）は、1999年12月9日にテクモより発売された、PlayStation用アクションゲーム。
2009年1月28日よりゲームアーカイブスで配信された。

## 概要
侵入者を罠にはめて殺す、という点をクローズアップして成功した前作『影牢 〜刻命館 真章〜』を踏襲し、トラップの種類やゲームモードを増やしてパワーアップさせたのが本作である。今作では、トラップ一つ一つにレベルが設定されたり、付加効果を与えるアイテムであるリング類が導入されたため、「トラップがヒットした際、侵入者が何マス吹き飛ばされるか」「トラップが侵入者に当たった時貫通するか否か」等を細かく設定することが可能になった。ゲームの基本はそのままにより柔軟にコンボを組み立てられる等、前作を遊んだプレイヤーも十分に楽しめる。売り上げ本数は約5万9千本。

## ゲームモード
ストーリー
今作のストーリーを進めるメインモード。一周目ではこれを進めることで新たなトラップやエンブレムを入手することができる。
トラップライセンス
初心者用のトレーニングモード。レッスンにしたがってこのゲームについて練習できる。Sランクのライセンスを取得すると「サウンドテスト」が選べる。
フリートレーニング
トラップや部屋の仕掛けなどを自由に試すことができる練習･実験モード。トラップを使わない限り敵はまったく動かず、攻撃もしかけず、体力もゼロにはならない。
エキスパート
全100問からなるステージをクリアする一種のパズルモード。制限時間内に「敵を倒す」「特定の位置まで移動させる」「一定のArk以上を稼ぐ・それ以内で敵を倒す」などのクリア条件を満たしていくモード。10問単位で出題される。さまざまなコンボを決める必要があるため全体的に難易度は高いが、100問クリアすると特別なリングを手に入れられる。
その他
開発したトラップを閲覧する刻銘鑑がある。また、トラップライセンスでSランク検定に合格するとBGMや効果音などが聞けるサウンドテストが現れる。

## トラップ
前作『影牢』と大きく異なる点の一つがトラップ開発である。前作ではツリー形式であったが、本作では、ベースサークルと呼ばれる基本トラップ10種にさまざまな属性を持たせる9種のエンブレム、トラップ起動を助ける6種のリング、トラップの性能を強化するオーブを付与することでトラップを開発・強化できる（基本的なトラップの仕組みは影牢#トラップおよび刻命館シリーズの罠一覧を参照のこと）。ただし、エンディング後に入手できる6種のスペシャルトラップはエンブレムやオーブをつけることはできない。ベースサークル・エンブレム・リングはストーリーを進めることで自動的に入手できる。二周目以降は手に入れたベースサークル・エンブレム・リング、開発済みトラップをそのまま利用できる。
また、コンボを決めれば前作と同様にArkが入手できるが、本作では獲得Arkがそのままトラップ開発費になるのではなく、Dreakという数値に換算されたものが開発費になる点にも注意が必要である。二周目以降はDreakも持ち越すことができる。

## コンボ
コンボに関してもいくつかの変更点がある。まず、最大コンボ数が10Hitから15Hitまで拡大された点である。前作では地形トラップは、全て複数使用してもArk計算に組み込まれたが、本作では一部を除いて複数回ヒットさせてもArk計算に組み込まれなくなっている。これは使いやすい地形トラップが増えたことによる永久パターンを防止するためと思われる（事実、使い捨ての仕掛けやコンボに組み込むのが難しいものは複数ヒットしても計算に組み込まれる一方、自分で設置するものと地形とを往復させるだけで敵を倒せるような地形トラップは重複計算されない）。
そして、本作では体力が0になった敵にも死亡時のムービーが発生するまでコンボを決め続けられる点である。無論、それもヒット数やArk計算にカウントされる。ただし、体力がゼロになった場合、最後のトラップをヒットさせてから2秒弱でムービーが発生してしまうので、かなりの練習と計算が必要になる。このことから、Ark計算が以下のように簡略化された。
累積ダメージ×トラップの累積Arkレート（＋リンクトラップボーナス）×テクニカルボーナス
Ark計算の基本は影牢#トラップを参照のこと。なお、本作ではバージントラップがカットされ、すばやく次のトラップをヒットさせると与えられるラピッドチェインコンボ（1.5倍）が加わっている。

## 登場人物
レイナ（声：萩原えみこ）
本作の主人公。農家の養女。17歳の誕生日に人攫い組織AUOによってアレンダル島に誘拐され、トラップを操る力を得る。前作と前々作の主人公は台詞を喋らない主人公だったが、本作のレイナは台詞を喋る主人公である。ルートによっては生きる場合も有る。
アルベルト（声：岸尾大輔）
アレンダル王国の反国王派の指導者。トラップの秘術を扱える。ルートによっては生きる場合も有る。
マルコ（声：岸尾大輔）
アルベルトの弟。捕らえられたレイナにトラップを操れるよう手助けした。彼女を母のように慕う。どうやっても助けられず亡くなる。
クリスティーナ（声：夕城千佳）
レイナをさらったAUOのボス。前向きで建設的な性格の彼女が人攫い組織の首領をしているのは、ある人物に洗脳されたため。どのルートでも必ず生き残る。
セシリア（声：夏樹リオ）
王妃直属の諜報部隊である王妃親衛隊のリーダー。子供時代に生き別れたレイナの姉。どのルートでも必ず亡くなる。
ミゲル（声：立木文彦）
AUOの幹部。人を殺すことにためらいの無い残忍な男。
マルガリータ
アレンダル王妃。権力志向が強く、国王に対するクーデターを企てている。
フレデリック
99代アレンダル国王。庶子であったが義兄の死によって国王となる。強欲でわがままで女好き。

## 用語解説
時空石
7つのガード石とコアからなる秘石。天使と悪魔が対になりコアを支え持つような形をしており、手にした者は時の流れを自由に行き来できるようになる。ガード石には一つにつき1日の延命効果があるが、効力を引き出した時点で崩れ去ってしまう。
トラップ
謎の赤い石に触れることで使えるようになる呪いの秘術。使用者の精神力を削っていき、使い続ければやがて衰弱して死に至る。人を倒すことで他者の命を代替にできるが、それも一時凌ぎにすぎない。
魔神
刻命館、影牢におけるストーリーの根幹を担っていた破壊の権化。今回はヘルエンブレムとしての登場に留まり、その姿を見ることはできない。

## 関連書籍
蒼魔灯 究極罠全書（delic編著・メディアファクトリー） ISBN 4-8401-0038-1
全てのトラップを公開している。また、エキスパートモードの攻略法も全て掲載されている。
蒼魔灯 公式攻略ガイド（電撃Playstation特別編集・メディアワークス発行）　ISBN 4-8402-1427-1
あまり語られていないストーリーの裏側を紹介している。侵入者のステータスも詳細だが、隠しトラップは非公開。エキスパートモードの攻略は難易度の高いもののみ掲載している。

## 評価
ゲーム誌『ファミ通』の「クロスレビュー」では、8・9・7・7の合計31点（満40点）でシルバー殿堂入りを獲得した。